# Enno III. (Ostfriesland)

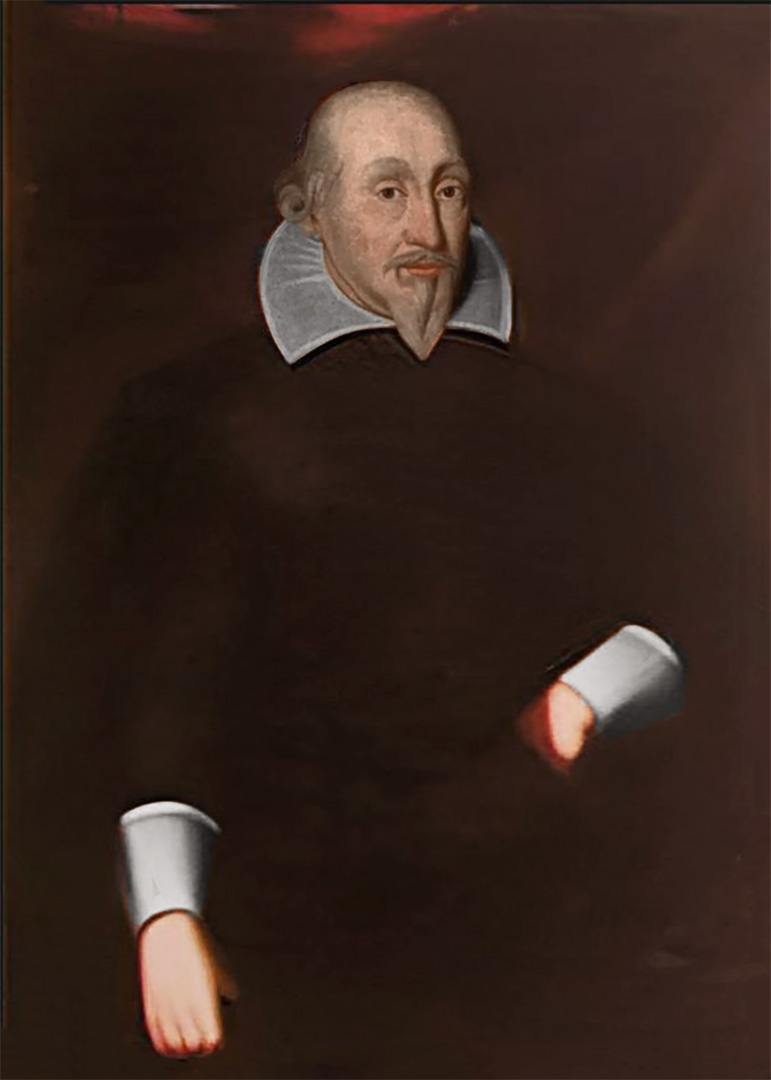
Enno III., nicht zeitgenössisches Gemälde um 1750

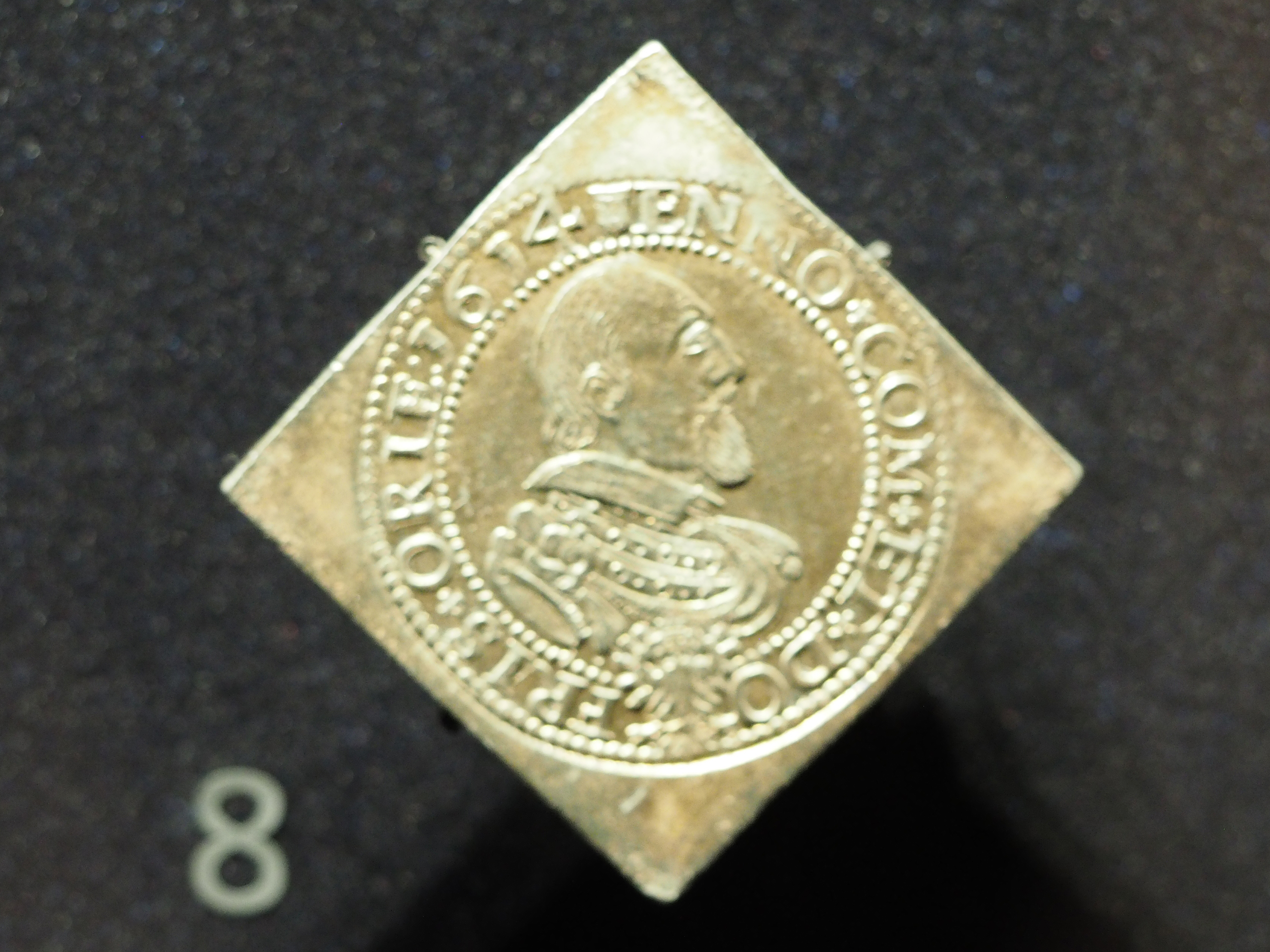
Doppeltaler, Münzklippe der Grafschaft Ostfriesland mit dem Porträt von Enno III.

Enno III. (* 30. September 1563 in Aurich; † 19. August 1625 in Leerort) war Graf von Ostfriesland in den Jahren 1599 bis 1625. Er war der älteste Sohn von Edzard II. von Ostfriesland (Haus Cirksena) und Katharina von Schweden. Er gilt als der letzte ostfriesische Landesherr, der die osterlauwersfriesische Sprache beherrschte.

## Leben
Nach dem Aussterben der männlichen Linie der Grafen von Rietberg wurden die Grafen von Ostfriesland aufgrund der ehelichen Verbindung Ennos III. mit Walburga von Rietberg deren Nachfolger. Enno verzichtete 1600 im Berumer Vergleich aber zugunsten seiner Töchter auf Rietberg und erhielt dafür das ostfriesische Harlingerland, mit dem Rietberg seit 1540 in Personalunion verbunden war. Dafür sollte Enno laut Vereinbarung eine Abfindung in Höhe von 200.000 Talern zahlen. Später wurde diese Summe auf 300.000 Reichstaler erhöht. Damit war ein altes Kapitel – der Konflikt mit dem Harlingerland – endlich beendet.
Enno schien zunächst auf einem guten Weg in der Auseinandersetzung mit den Landständen zu sein. Er schloss mit ihnen und der Stadt Emden die Emder Konkordate. Allerdings hielt der Frieden im Lande nur so lange, bis Enno neue Steuern erhob, um das leere Staatssäckel zu füllen. In der folgenden Auseinandersetzung riefen die Emder Truppen der Vereinigten Niederlande zu Hilfe, die ab 1602 eine ständige Besatzung in der Stadt hielten. Im Osterhusischen Akkord wurden die Rechte der Stände schließlich von Enno bestätigt. Durch diese Verträge wurde der Dualismus des Ständestaats verfassungsrechtlich festgelegt und Enno musste wichtige Rechte auf dem Gebiet des Steuerwesens, der Militär- und Gebietshoheit, des Pachtrechts und der Predigerbesetzung abtreten.
Nachdem er den Niederländern im Jahre 1611 auch noch die Festung Leerort überlassen hatte, stand Ostfriesland so stark unter niederländischer Herrschaft, dass Enno sogar die Aufnahme Ostfrieslands in die Niederlande beantragte. Dies scheiterte allerdings an den Landständen.
Im Dreißigjährigen Krieg (siehe Ostfriesland zur Zeit des Dreißigjährigen Krieges) nutzten die Niederländer Ostfriesland jedoch als winterlichen Versorgungsstützpunkt und quartierten, ohne dass Enno etwas dagegen hätte unternehmen können, die gefürchteten Truppen des Söldners Ernst von Mansfeld ab 1622 im Lande ein. Enno zog sich nach Esens zurück und wurde zunehmend machtloser. Noch im selben Jahr musste er zusehen, wie die Mansfelder die 300.000 in Fässer abgepackten Reichstaler, die laut Berumer Vergleich für Agnes bzw. ihren Mann, den Fürsten Gundakar von Liechtenstein bestimmt waren, raubten. Diese Schulden blieben für Ennos Nachfolger eine schwere finanzielle Belastung.
Enno war auf seinen Sitz in Esens beschränkt und konnte nicht einmal verhindern, dass die gefürchteten Mansfelder ihm dort sogar das Geld raubten, das für den Berumer Vergleich bereitgestellt worden war. Seine regierungszeit endete in einer Reihe von Katastrophen. Nachdem die Mansfelder das von ihnen ausgeplünderte Ostfriesland verließen, traf die Fastnachts-Sturmflut das Land 1625 mit voller Wucht.

## Familie
Enno III. war zweimal verheiratet. Am 29. Januar 1581 heiratete er Walburga Gräfin von Rietberg (* um 1557 in Rietberg, † 26. Mai 1586 in Esens), Tochter von Graf Johann II. von Rietberg, Herr zu Esens, Stedesdorf und Wittmund und Agnes Gräfin von Bentheim-Steinfurt. Dieser Ehe entstammten drei Kinder:
- Sabina Catharina (* 11. August 1582; † 31. Mai 1618) ⚭ am 4. März 1601 ihren Onkel Johann III. von Ostfriesland (* 1566; † 29. September 1625)
- Agnes (* 1. Januar 1584; † 28. Februar 1616) ⚭ am 15. August 1603 Fürst Gundaker von Liechtenstein (* 30. Januar 1580; † 5. August 1658)
- Johann Edzard (* 10. Mai 1586; † 20. Mai 1586), begraben in Esens (St. Magnus).

Zwölf Jahre nach dem Tode seiner ersten Gemahlin heiratete Enno III. am 28. Januar 1598 in Esens Anna von Schleswig-Holstein-Gottorf (* 27. Februar 1575; † 14. April 1610). Aus dieser Ehe stammten fünf Kinder:
- Edzard Gustav (* 15. April 1599; † 18./19. April 1612),
- Anna Maria (* 23. Juni 1601 in Aurich; † 15. Februar 1634 in Schwerin); ⚭ in Vörde am 4. September 1622 Herzog Adolf Friedrich I. zu Mecklenburg[-Schwerin] (* 15. Dezember 1588; † 27. Februar 1658),
- Rudolf Christian (* 25. Juni 1602; † 16. April 1628), Graf von Ostfriesland (1625–1628),
- Ulrich II. (* 6. Juli 1605; † 1. November 1648), Graf von Ostfriesland (1628–1648); ⚭ in Aurich am 5. März 1631 Juliane von Hessen-Darmstadt (* 14. April 1606; † 15. Januar 1659),
- Christina Sophia (* 26. September 1609 in Aurich; † 20. März 1658 in Frankfurt am Main); ⚭ in Aurich am 2. Juni 1632 Landgraf Philipp von Hessen-Butzbach (* 26. Dezember 1581; † 28. April 1643).